# George Harder
George Allan Harder (Apia, 22 de junio de 1974) es un ex–jugador samoano de rugby que se desempeñaba como wing.

## Selección nacional
Fue convocado a Manu Samoa por primera vez en abril de 1995 para jugar ante los Springboks y jugó su último partido en junio del mismo año y contra el mismo rival. En total solo jugó cuatro partidos y marcó tres tries.

### Participaciones en Copas del Mundo
Solo disputó la Copa del Mundo de Sudáfrica 1995 donde Harder contribuyó enormemente a que Samoa avance a la fase final tras vencer a la Azzurri y a los Pumas, luego fue eliminada en cuartos de final por los eventuales campeones del Mundo; los Springboks y este fue su último partido internacional.
| Mundial                       | Sede      | Resultado        | PJ | Tries |
| ----------------------------- | --------- | ---------------- | -- | ----- |
| Copa Mundial de Rugby de 1995 | Sudáfrica | Cuartos de final | 3  | 3     |

## Palmarés
- Campeón de la Copa Desafío de 2003–04.